# Henri Helle
Henri Helle (n. 4 septembrie 1873, Thiescourt, Picardie⁠(d), Franța – d. 21 iunie 1901, Thiescourt, Picardie⁠(d), Franța) a fost un arcaș ce a reprezentat Franța, medaliat olimpic. A participat la o ediție a Jocurilor Olimpice (1900) în care a câștigat o medalie de argint.

## Participări
Lista de mai jos prezintă principalele competiții la care a participat Henri Helle de-a lungul carierei.
- archery at the 1900 Summer Olympics – au chapelet 50 metres[*]